# Kerkhofkapel (Sevenum)
De Kerkhofkapel is een kapel op het kerkhof te Sevenum bij Kerkstraat 2.
Deze bakstenen kapel werd gebouwd toen, in 1879, de Sint-Fabianus en Sebastianuskerk werd vergroot. Het is een open kapel gedekt door een houten dak.
Binnenin bevinden zich drie priestergraven en schilderingen, welke in 1953 door René Smeets werden aangebracht. Ook is daar een houten calvariegroep van dezelfde kunstenaar.